# روبرت فينش (شاعر)
روبرت فينش هو شاعر كندي، ولد في 14 مايو 1900، وتوفي في 11 يونيو 1995.

## وصلات خارجية
- روبرت فينش على موقع الموسوعة البريطانية (الإنجليزية)